# Финал Кубка Казахстана по футболу 2017
Финал Кубка Казахстана по футболу 2017 года состоялся 14 октября на стадионе «Центральный» в Актобе. В нём встречались «Кайрат (Алма-Ата)» (в качестве номинально хозяина) и «Атырау (Атырау)». Стартовый свисток прозвучал в 18:00 по местному времени.

## Место проведения
Место проведения финала Кубка Казахстана по футболу 2017 года было определено на Общем собрании членов Профессиональной футбольной лиги Казахстана 2 февраля 2017 года. Им был утверждён Центральный стадион имени Кобланды-батыра в Актобе. Таким образом Актобе стал пятым городом (после Алма-Аты, Астаны, Тараза и Шымкента), который принял финал Кубка.

## Новый трофей
В 2017 году был изготовлен новый Кубок Казахстана (седьмой в истории турнира). Трофей был изготовлен в Казахстане. Он представляет собой воплощение идеи сражения в турнире на вылет, где важна только победа в каждом матче. Кубок изготовлен из сплавов бронзы, серебра, покрыт позолотой, установлен на мраморную основу и украшен фианитами.
Он был презентован в Алма-Ате 10 сентября перед матчем «Кайрат»-«Кайсар». 16 сентября 2017 года Кубок был показан в Атырау перед матчем «Атырау»-«Актобе».

## Путь к финалу
Жеребьёвка номинального хозяина поля состоялась 12 мая одновременно с жеребьёвкой полуфинальных пар.
| Кайрат             | Кайрат    | Кайрат           | Раунд          | Атырау             | Атырау     | Атырау           |
| ------------------ | --------- | ---------------- | -------------- | ------------------ | ---------- | ---------------- |
| Соперник           | Результат | Счёт             |                | Соперник           | Результат  | Счёт             |
| Тараз              | 2:0       | 2:0              | 1/8 финала     | Кыран (Шымкент)    | 2:1        | 2:1              |
| Иртыш (Павлодар)   | 2:0       | 2:0              | Четвертьфиналы | Актобе             | 1:0 (д.в.) | 1:0 (д.в.)       |
| Ордабасы (Шымкент) | 3:1       | 0:0 (г); 3:1 (д) | Полуфиналы     | Шахтёр (Караганда) | 3:1        | 0:1 (г); 3:0 (д) |

## Противостояние в КПЛ-2017
«Атырау» удавалось дважды отобрать у «Кайрата» очки в чемпионате Казахстана по футболу 2017. Первая игра в Атырау закончилась поражением для алматинцев со счётом 1:2. Ответная игра в Алма-Ате закончилась вничью.

## Ход матча
Преимуществом в матче владел алматинский «Кайрат», однако хорошая оборонительная работа «Атырау» не позволяла номинальным хозяевам реализовать свои моменты. Шансы открыть счёт были у нефтяников во второй трети матча, который был отмечен удачными контратаками гостей. Вышедший на замену Александр Соколенко выиграл борьбу за мяч в штрафной у Владимира Двалишвили и Ризвана Аблитарова, сделал передачу на Жерара Гоу, который отправил мяч в угол ворот Жасура Нарзикулова.
Окончание матча прошло напряжённо и было отмечено удалением Гоу за неверно интерпретированный жест в сторону трибун. Однако его уже сменил Чума Анене и «Кайрат» продолжил играть в полном составе.

## Отчёт о матче
| Кайрат  | 1:0   | Атырау |
| ------- | ----- | ------ |
| Гоу 70′ | отчёт |        |

| Кайрат | Атырау |

| Кайрат:            |    |                       |     |       |
|                    |    |                       |     |       |
| Вр                 | 1  | Владимир Плотников    |     |       |
| Защ                | 4  | Елдос Ахметов         |     | 65'   |
| Защ                | 29 | Шелдон Бато           |     |       |
| Защ                | 5  | Гафуржан Суюмбаев     |     |       |
| Защ                | 25 | Акош Элек             |     |       |
| Защ                | 14 | Сесар Арсо            |     |       |
| ПЗ                 | 9  | Бауыржан Исламхан (к) |     |       |
| ПЗ                 | 10 | Исаэл                 |     |       |
| ПЗ                 | 63 | Магомед Парагульгов   |     | 90+1' |
| Нап                | 11 | Жерар Гоу             | 87' | 86'   |
| Нап                | 28 | Андрей Аршавин        |     |       |
| Запасные:          |    |                       |     |       |
| Вр                 | 27 | Стас Покатилов        |     |       |
| Защ                | 2  | Тимур Рудосельский    |     |       |
| Защ                | 13 | Ермек Куантаев        |     |       |
| ПЗ                 | 3  | Ян Вороговский        |     |       |
| ПЗ                 | 16 | Ойбек Балтабаев       |     | 90+1' |
| ПЗ                 | 58 | Александр Соколенко   |     | 65'   |
| ПЗ                 | 21 | Чума Анене            |     | 86'   |
| Нап                | 19 | Станислав Лунин       |     |       |
| Главный тренер:    |    |                       |     |       |
| Карлос Алос Феррер |    |                       |     |       |

| Атырау:         |    |                      |  |     |
|                 |    |                      |  |     |
| Вр              | 34 | Жасур Нарзикулов     |  |     |
| Защ             | 5  | Ризван Аблитаров     |  |     |
| Защ             | 3  | Уча Лобжанидзе       |  |     |
| Защ             | 66 | Антон Чичулин        |  | 86' |
| ПЗ              | 77 | Эльдар Абдрахманов   |  |     |
| ПЗ              | 19 | Йован Джокич         |  |     |
| ПЗ              | 22 | Новица Максимович    |  |     |
| ПЗ              | 83 | Эдуард Сергиенко     |  | 80' |
| ПЗ              | 10 | Марат Хайруллин (к)  |  |     |
| Нап             | 9  | Владимир Двалишвили  |  | 80' |
| Нап             | 81 | Предраг Сикимич      |  |     |
| Запасные:       |    |                      |  |     |
| Вр              | 20 | Андрей Пасеченко     |  |     |
| Защ             | 14 | Куаныш Калмуратов    |  |     |
| Защ             | 28 | Захар Коробов        |  |     |
| ПЗ              | 49 | Даурен Кайраллиев    |  |     |
| ПЗ              | 5  | Юре Обшивач          |  |     |
| ПЗ              | 12 | Руслан Эсатов        |  |     |
| ПЗ              | 8  | Шавкат Саломов       |  | 80' |
| Нап             | 7  | Алишер Сулей         |  | 80' |
| Нап             | 32 | Дауренбек Тажимбетов |  | 86' |
| Главный тренер: |    |                      |  |     |
| Куаныш Кабдулов |    |                      |  |     |

| Победитель Кубка Казахстана по футболу 2017 |
| ------------------------------------------- |
| Кайрат (Алма-Ата) Восьмой титул             |

## Интересные факты
- «Атырау» никогда не обыгрывал «Кайрат» в розыгрышах Кубка Казахстана. До финала 2017 года команды встречались пять раз. Кубок Казахстана 2001 — полуфинал (0:1; 0:1), 2014 — четвертьфинал (1:3), 2016 — полуфинал (0:1; 0:3).[8]
- В финале Кубка сыграли воспитанники ФК «Кайрат». С первых минут матча сыграл Магомед Парагульгов, который был заменён другим воспитанником — Ойбеком Балтабаевым. Александр Соколенко, вышедший на замену вместо Елдоса Ахметова, стал автором голевой передачи.
- Алматинский «Кайрат» является не только рекордсменом по количеству завоёванных Кубков страны — 8 (1992, 1996/97, 1999/2000, 2001, 2003, 2014, 2015, 2017), но и по количеству участия в финальных матчах — 11 (1992, 1996/97, 1999/2000, 2001, 2003, 2004, 2005, 2014, 2015, 2016, 2017), по количеству участия в финальных матчах подряд — 4 (2014—2017).[9]
- Рекордсменом по различным дизайнам трофея является алматинский «Кайрат» — шесть (за исключением Кубка 2008—2012 гг.), при чём он становился обладателем пяти из них первым (1992, 1997, 2000, 2001 и 2017).[10]